# Lomographa araeophragma
Lomographa araeophragma là một loài bướm đêm trong họ Geometridae.